# قنطريون نبلي
القنطريون النبلي واسمه العلمي (باللاتينية: Centaurea verutum) نوع نباتي ينتمي إلى جنس القنطريون من الفصيلة النجمية. تشبه أوراقه أوراق القرصعنة.

## الموئل والانتشار
موطنه بلاد الشام.